# Lịch sử Đế quốc La Mã

Sự thay đổi về cương thổ của Cộng hòa La Mã, Đế quốc La Mã và Đế quốc Đông La Mã qua từng giai đoạn phát triển. Hình động, click vào để xem sự thay đổi lãnh thổ qua từng thời kỳ.

Lịch sử của Đế quốc La Mã trải dài qua 16 thế kỷ, được xem như bắt đầu từ năm 27 TCN với sự lên ngôi của hoàng đế Augustus và có nhiều mốc kết thúc khác nhau, bao gồm sự phân chia cuối cùng thành Tây La Mã và Đông La Mã vào năm 395, sự diệt vong của Đế quốc Tây La Mã vào năm 476 và cuối cùng là sự diệt vong của Đế quốc Đông La Mã vào năm 1453.
Lịch sử của Đế quốc La Mã bao gồm nhiều giai đoạn phát triển của nhà nước La Mã. Nó bao gồm Đế chế La Mã cổ đại, thời kỳ bị chia làm Đế quốc Tây La Mã và Đế quốc Đông La Mã, và lịch sử của Đế quốc Đông La Mã (còn gọi là Đế chế Byzantine) trong thời Trung cổ.
Hoàng đế La Mã là những người đứng đầu đế chế. Người La Mã không dùng chính xác một từ cụ thể để chỉ danh hiệu này. Có những từ được dùng là imperator, augustus, caesar và princeps đều có nghĩa tương đương với hoàng đế. Nói chung, dù mang danh hiệu nào thì hoàng đế La Mã cũng là nhà lãnh đạo tối cao của La Mã và nắm trong tay quân đoàn La Mã.
Một nguyên tắc của La Mã là các vị hoàng đế không bắt buộc phải theo kiểu cha truyền con nối, ít nhất là trên lý thuyết và trên thực tế thì cũng thường là vậy. Hoàng đế mới có thể do hoàng đế trước đó chỉ định, do Viện nguyên lão, và/hoặc dân chúng, và/hoặc quân đội chọn ra.

## Những năm cuối của nền Cộng hòa

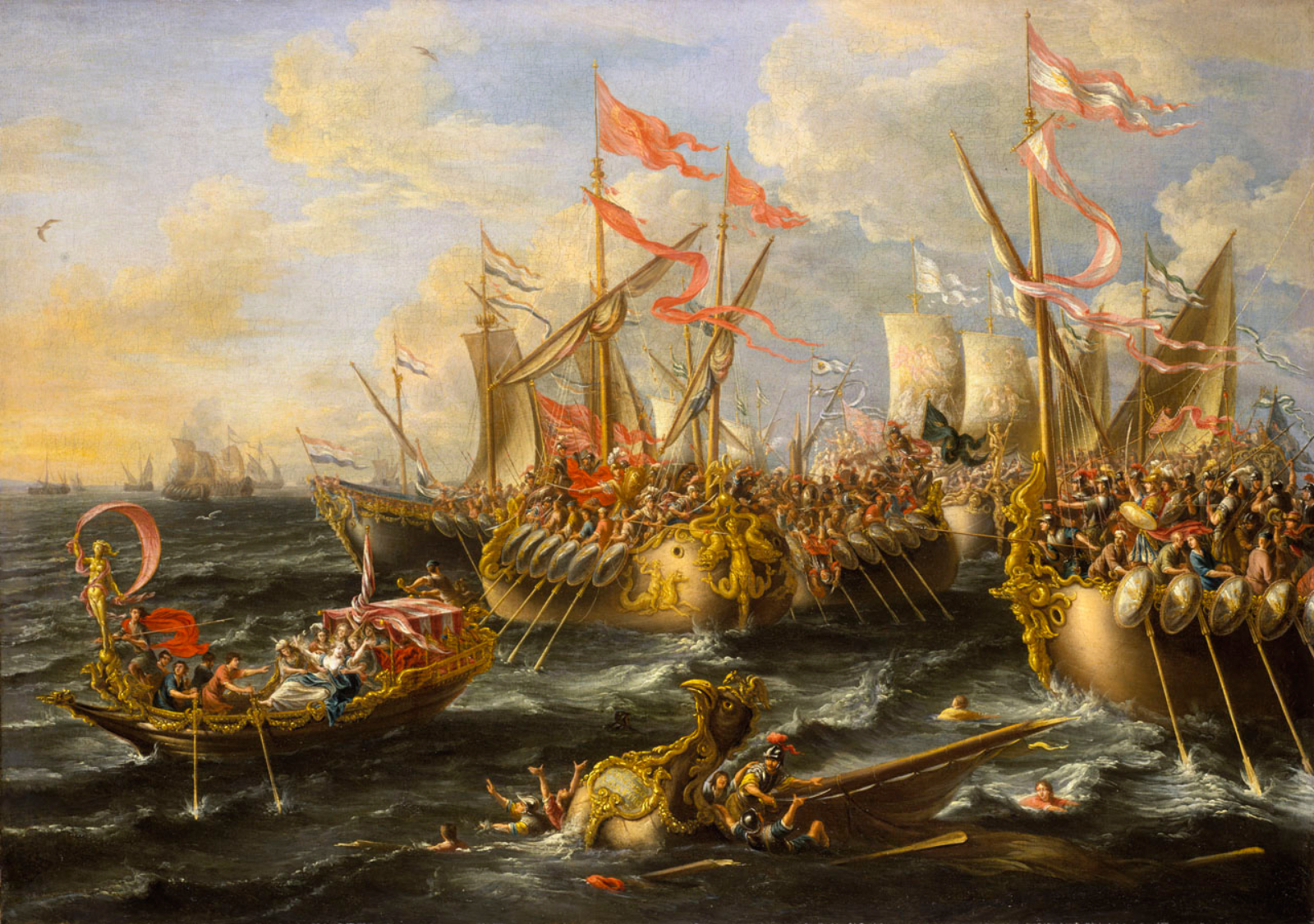
Trận Actium

Vào cuối thời Cộng hòa La Mã, Julius Caesar nổi lên, giành nhiều thắng lợi trong các trận chiến bên ngoài và tiêu diệt các đối thủ chính trị của mình. Ông tiến lên nắm quyền lực to lớn cả về chính trị lẫn quân sự. Sự tập trung quyền lực vào tay Caesar đã làm lung lay thể chế Cộng hòa.
Sau khi Caesar bị ám sát vào năm 44 TCN, đã có một cuộc nội chiến xảy ra trong những năm tiếp theo. Cuối cùng, Octavian (người được Caesar chỉ định thừa kế mình) đã giành chiến thắng trước mọi đối thủ. Trong đó đáng chú ý nhất là năm 31 TCN ông đã đánh bại hoàn toàn Mark Antony và Cleopatra trong trận Actium. Octavian cũng cho xử tử con trai của Cleopatra là Caesarion (người có thể là đứa con trai duy nhất của Caesar).
Không còn đối thủ chính trị nào ngáng đường, Octavian trở về kinh thành La Mã để nắm quyền. Năm 27 TCN, ông được Viện nguyên lão tôn lên thành Augustus (mang nghĩa: người ở địa vị tối cao hoặc thiêng liêng). Ông trở thành vị hoàng đế La Mã đầu tiên và thời đại Cộng hòa La Mã cũng chấm dứt từ năm này.

## Thời đại thịnh trị của Augustus (27 TCN-14)

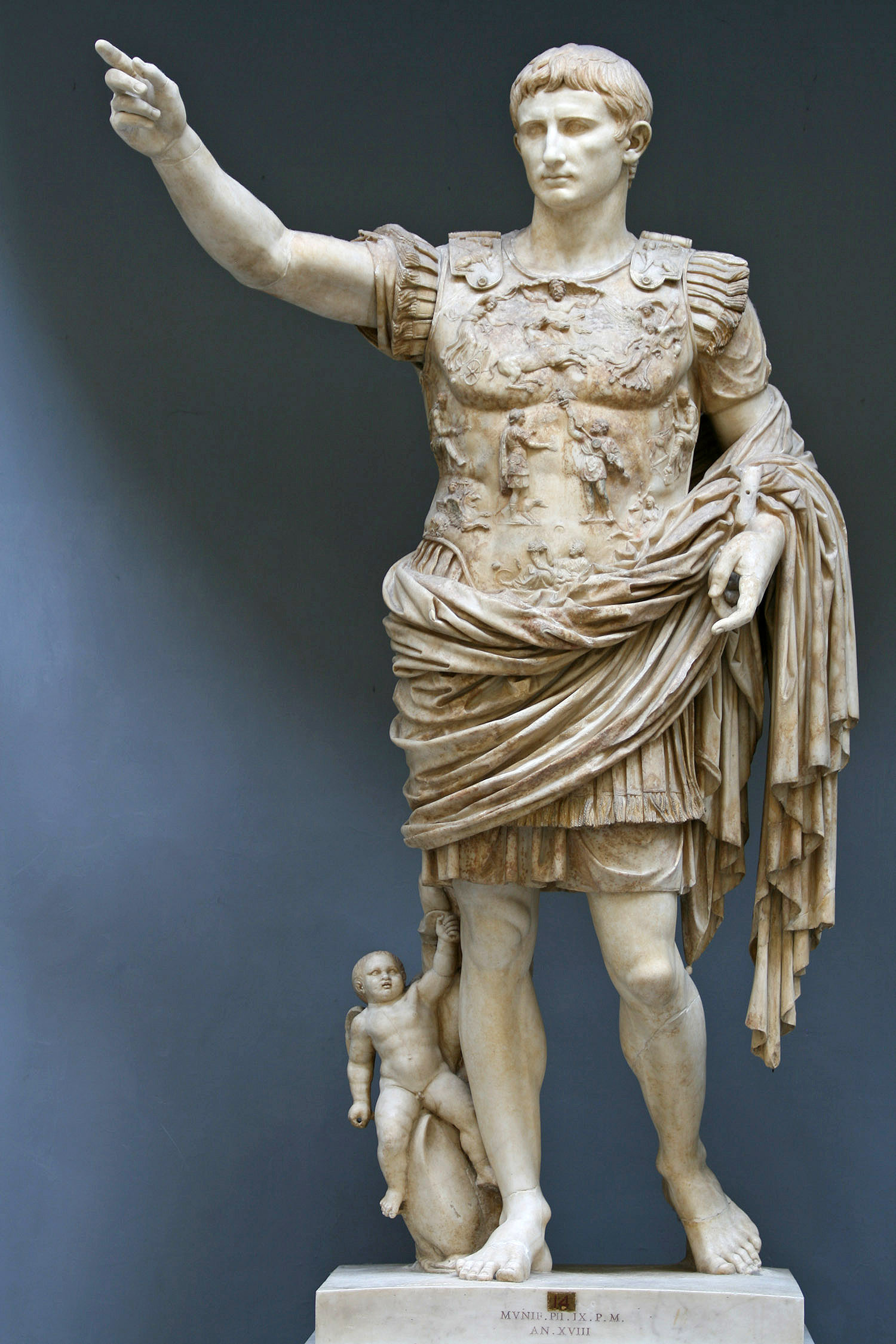
Tượng Augustus ở Prima Porta

Octavian hiểu rằng sự chuyên quyền và chế độ quân chủ là những thứ không hề được người La Mã ưa thích. Những nhà cai trị độc tài trong thời Cộng hòa đều không nắm quyền được lâu và sự kiện ám sát Julius Caesar vẫn còn đó để cảnh tỉnh Octavian. Octavian không muốn bị xem như một tên bạo chúa chuyên quyền, vì vậy mà ông tìm cách hợp pháp hóa địa vị của mình thông qua Viện nguyên lão. Vào năm 27 TCN, Octavian tuyên bố trao trả quyền hành của mình về tay Viện nguyên lão một cách rất có tính toán. Viện nguyên lão, lúc đó gồm toàn những người ủng hộ ông và được ông dàn xếp trước, đã từ chối và khẩn cầu ông ở lại. Octavian chấp thuận và trở thành Augustus. Một thỏa thuận được xác lập giữa Viện nguyên lão và Augustus, thường gọi là Thỏa thuận thứ nhất, trao cho ông quyền hợp pháp để cai trị mọi người. Augustus đã đạt được thứ mình cần, và từ đây mở ra thời đại thịnh trị Pax Romana của La Mã. Ông thường được xem như vị hoàng đế vĩ đại nhất của Đế chế La Mã và đã đặt những nền móng vững chắc cho sự phát triển qua hàng thế kỷ của nó.
Ở trong nước, Augustus bắt đầu cải tổ trên diện rộng về quân sự, chính trị và tài chính. Những cải cách của ông giúp làm dịu đi tình hình căng thẳng của Đế chế La Mã và củng cố chế độ mới. Về mặt quân sự, các quân đoàn La Mã, vốn đạt tới con số cao chưa từng có (khoảng 50) vì những cuộc nội chiến, được Augustus giảm xuống còn 28. Các quân đoàn có những kẻ mà lòng trung thành bị đặt nghi vấn đều bị giải tán và nhiều quân đoàn bị trộn lẫn vào nhau. Augustus cũng tạo ra 8 đội quân đặc biệt để gìn giữ hòa bình ở Italia, và để 3 đội trong số đó ở kinh đô La Mã. Những đội quân này được gọi là Đội vệ sĩ của Hoàng đế La Mã (tiếng Anh: Praetorian Guard). Về mặt chính trị, cái vỏ Cộng hòa vẫn còn, nhưng thực tế thì quyền lực chủ yếu nằm trong tay ông. Về hành chính, Augustus chia sẻ quyền đề cử thống đốc các tỉnh với Viện nguyên lão. Các tỉnh khó kiểm soát ở biên giới sẽ được điều hành bởi những người do ông chọn (được gọi là các tỉnh của hoàng đế). Các tỉnh yên bình hơn thì thống đốc sẽ do Viện nguyên lão quyết định (được gọi là các tỉnh của Viện nguyên lão)
Về mặt tài chính, trước khi Viện nguyên lão kiểm soát ngân khố, Augustus định ra rằng tiền thuế từ các tỉnh của hoàng đế sẽ được chuyển vào Fiscus (một ngân khố riêng của hoàng đế). Điều này khiến Augustus trở nên giàu hơn cả Viện nguyên lão và dư dả tiền bạc để đảm bảo sự trung thành của binh lính. Trong số các tỉnh của hoàng đế, đặc biệt có Ai Cập là một vùng rất trù phú, và các thành viên Viện nguyên lão thậm chí còn không được phép tới đây. Vào năm 23 TCN, Augustus xác lập Thỏa thuận thứ hai giữa ông và Viện nguyên lão, về danh nghĩa thì địa vị của ông có thay đổi, nhưng quyền lực thì vẫn to lớn như trước. Vinh quang của ông lớn đến mức người ta đổi tên tháng 8 để vinh danh ông (August).
Ở bên ngoài, Augustus hoàn tất cuộc chinh phục Hispania và một số viên tướng giúp lãnh thổ Đế chế mở rộng hơn ở Bắc Phi và Tiểu Á. Ông cũng tiến hành những cuộc xâm lược vào Illrya, Moesia, Pannonia (phía Nam sông Danube) và Germania (phía Tây sông Elbe). Lúc đầu mọi chuyện thuận lợi nhưng rồi người Illyria nổi dậy và 3 quân đoàn La Mã bị các tộc người German do Arminius chỉ huy diệt sạch trong trận rừng Teutoburg vào năm 9 của CN, khiến đà tiến của đế chế bị chặn lại ở đây. Augustus không liều lĩnh tiến quân thêm nữa mà chỉ giữ chặt các vùng bờ tây sông Rhine và tiến hành những cuộc cướp phá trả đũa. Từ đó về sau, sông Rhine và sông Danube trở thành biên giới của Đế quốc La Mã ở phía Bắc.

## Vương triều Julio-Claudia (14-68)
Augustus qua đời để lại ba cháu trai được sinh hạ bởi con gái của ông là Julia Lớn, gồm Gaius Caesar, Lucius Caesar và Agrippa Postumus. Không ai trong số đó còn sống để kế vị ông. Ngôi vị vì thế được trao đến Tiberius, vốn là con riêng của Livia (vợ thứ ba của Augustus) với chồng cũ là Tiberius Nero. Augustus là người thuộc dòng họ Julia, một trong những dòng dõi quý tộc lâu đời nhất ở kinh đô La Mã, còn Tiberius thuộc dòng họ Claudia, cũng lâu đời chẳng kém gì dòng họ Julia. Ba người kế vị sau đó đều thuộc dòng họ Claudia hoặc Julia nên giai đoạn này được gọi là vương triều Julio-Claudia.

#### Tiberius (14-37)
Những năm đầu triều đại Tiberius diễn ra thái bình khi ông bảo vệ được quyền lực của Đế quốc La Mã và làm đầy thêm ngân khố. Thế nhưng sau đó Tiberius trở nên hoang tưởng và hay nghi ngờ. Năm 19, nhiều người quy tội cho ông vì cái chết của người cháu là Germanicus, vốn là một danh tướng nổi tiếng. Năm 23, đến lượt con ruột của Tiberius là Julius Caesar Drusus cũng chết. Vị hoàng đế bắt đầu một loạt những phiên tòa xử tội mưu phản và các màn tra tấn hành hạ.
Tiberius giao quyền cho một viên tướng là Lucius Aelius Sejanus rồi tới đảo Capri ở ẩn từ năm 26. Sejanus bắt đầu củng cố quyền lực và ông cũng tiếp tục những màn hành hạ của Tiberius. Vào năm 31, Sejanus được phong là đồng Chấp chính quan (tiếng Anh: consul) cùng Tiberius và cưới cháu gái của hoàng đế là Livilla. Thế nhưng, ngay trong năm đó, ông lại bị chính thứ mà mình đã lợi dụng để làm bàn đạp tiến thân hại chết: sự hoang tưởng lo sợ của Tiberius. Sejanus và phe cánh của ông bị kết tội mưu phản và xử tử. Những vụ hành hạ tiếp tục kéo dài cho tới khi Tiberius chết vào năm 37.

#### Caligula (37-41)
Gaius (thường được gọi là Caligula), con trai của Germanicus và Agrippina Lớn, được chọn làm người kế vị. Ông bà nội của Caligula là Nero Claudius Drusus và Antonia Minor, ông bà ngoại của ông là Marcus Vipsanius Agrippa và Julia Lớn. Vì vậy nên ông là hậu duệ của cả Augustus và Livia.

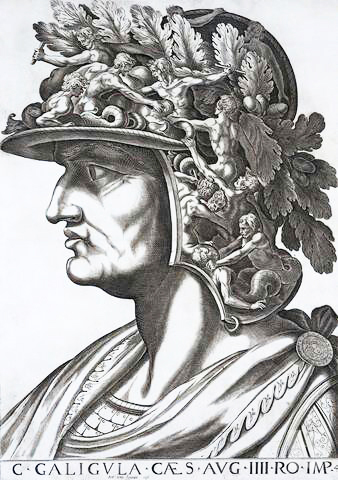
Tranh vẽ Caligula vào thời Phục hưng

Caligula được mọi người dân La Mã tung hô khi mới lên ngôi vì người ta vẫn còn rất yêu quý cha ông là Germanicus. Vị tân vương khởi đầu suôn sẻ, chấm dứt những màn tra tấn từ thời Tiberius. Nhưng rồi Caligula bỗng nhiên bị bệnh thần kinh và hóa điên. Ông gây ra một loạt chuyện điên rồ. Theo sử sách ghi lại, Caligula đòi đưa con ngựa Incitatus của mình vào Viện nguyên lão. Ông còn hạ lệnh đưa quân xâm lược đảo Anh để chiến đấu với thần biển Neptune, nhưng giữa chừng lại dừng ở bờ biển, sau đó Caligula cầm gươm chém điên cuồng xuống biển rồi ra lệnh cho quân sĩ làm trò hề khi đi thu nhặt vỏ sò làm chiến lợi phẩm. Nhiều khả năng là Caligula đã loạn luân với ba người chị em ruột của mình. Ông còn đòi dựng tượng mình ở đền thờ Herod, suýt chút nữa gây nên nổi loạn nếu không có vị vua Agrippa I can ngăn. Caligula có trò vui là bí mật giết hại người khác sau đó mời họ tới cung điện của mình. Khi họ không tới, ông ta nói đùa rằng chắc hẳn họ đã tự tử.
Năm 41, triều đại bệnh hoạn của Caligula được chấm dứt khi ông bị vị chỉ huy đội cận vệ là Cassius Chaerea tổ chức ám sát. Người duy nhất còn lại trong gia đình hoàng tộc để lên ngôi là chú của Caligula, Claudius.

#### Claudius (41-54)
Claudius là em của Germanicus và trước đây luôn bị coi là một kẻ ngu ngốc và có thể trạng yếu đuối. Thế nhưng ông là một nhà cai trị giỏi, không bị hoang tưởng như Tiberius hay điên loạn như Caligula. Ông cải tiến hệ thống hành chính và giải quyết các vấn đề liên quan tới công dân và Viện nguyên lão. Dưới thời Claudius, lãnh thổ của Đế chế được mở rộng đáng kế với sự sáp nhập các tỉnh Thrace, Noricum, Pamphylia, Lycia, Judea và Mauretania, cùng cuộc chinh phục xa nhất là tới đảo Anh vào năm 43. Claudius cũng cho tổ chức lại các tỉnh phía đông của đế chế và xây một cảng ở Ostia Antica, giúp ngũ cốc có thể chuyển về kinh thành La Mã trong điều kiện thời tiết khắc nghiệt.
Thế nhưng Claudius lại thất bại trong đời sống gia đình. Vợ ông là Hoàng hậu dâm đãng Messalina phản bội ông và bị xử tử. Sau đó ông cưới cháu mình là Agrippina Trẻ (em gái của Caligula), và có thể chính người phụ nữ này đã đầu độc ông vào năm 54, mở đường cho con trai của bà ta là Lucius Domitius Nero lên ngôi hoàng đế (Nero không phải là con của Claudius mà là con riêng của Agrippina với chồng trước là Gnaeus Domitius Ahenobarbus).

#### Nero (54-68)

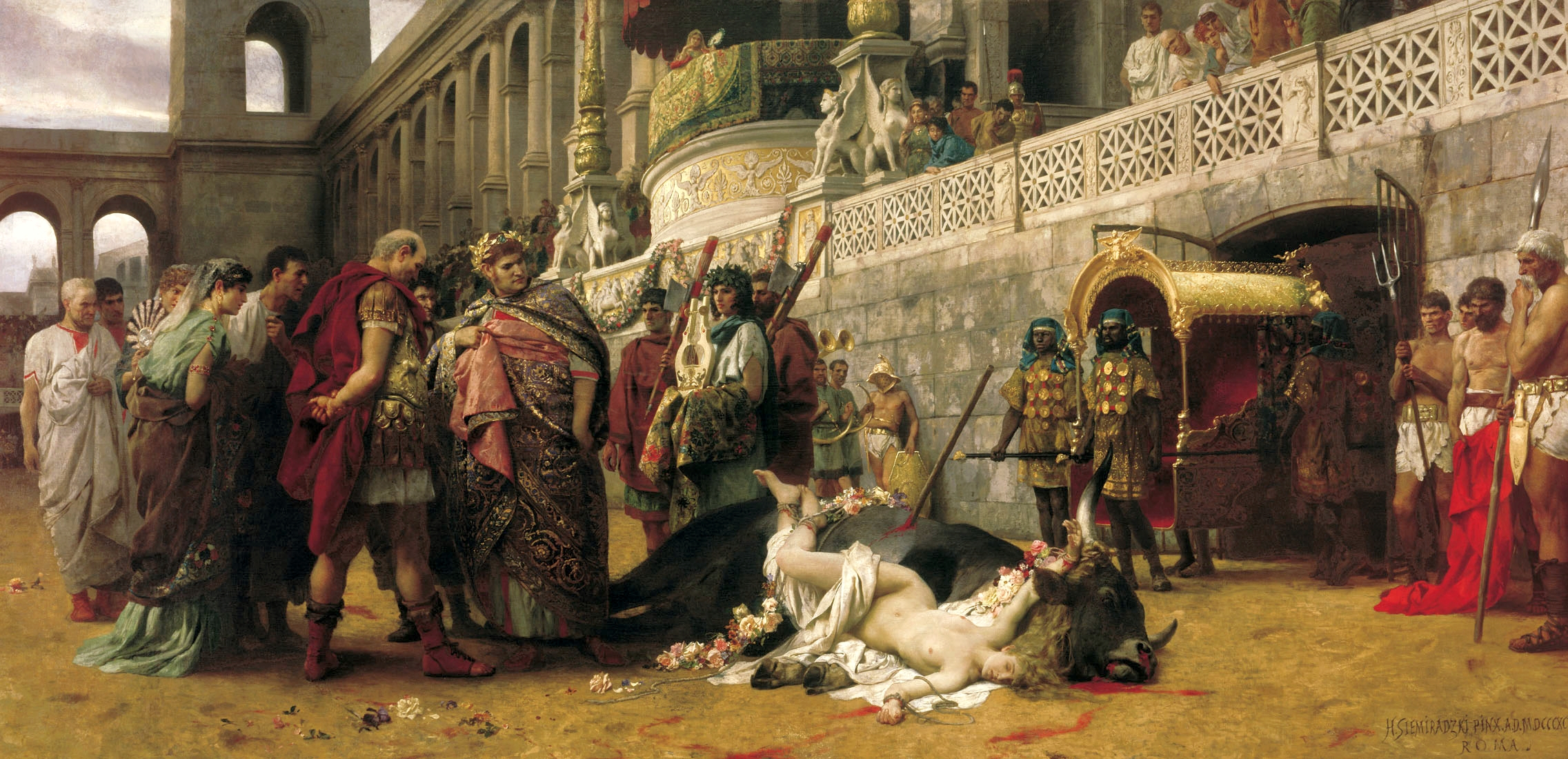
Tranh A Christian Dirce của Henryk Siemiradzki mô tả cảnh một người phụ nữ theo đạo Thiên chúa bị hành quyết bằng cách dựng lại truyền thuyết về Dirce.

Nero chú trọng vào ngoại giao, thương mại, và đóng góp nhiều vào văn hóa. Ông cho xây nhiều nhà hát và khuyến khích các trò mua vui trong đấu trường. Điều này làm người dân thành La Mã rất yêu thích ông, mặc dù thực sự thì ông là một bạo chúa.
Triều đại của Nero được đánh dấu bằng một chiến thắng quân sự và sau đó là hòa ước với Đế quốc Parthia (58–63), một cuộc nổi loạn bị dập tắt (60-61), và việc thắt chặt sự liên hệ với văn hóa Hy Lạp. Thế nhưng Nero lại là kẻ tự cao tự đại và luôn căng thẳng với mẹ mình (cuối cùng ám sát bà vào năm 59). Ông cũng luôn tìm cách đàn áp những người theo Thiên Chúa giáo, thường đổ tội cho họ là thủ phạm gây ra những bất ổn trong chế độ của mình.
Nhiều nhà sử học cho rằng chính Nero đã hạ lệnh đốt kinh thành La Mã trong vụ cháy nổi tiếng năm 64 để lấy chỗ xây dựng những công trình của mình. Một trong những lý do khiến người ta nghĩ vậy là việc Nero tin mình là một vị thần và xây một cung điện tráng lệ cho ông ta (Domus Aurea) ngay trên đống đổ nát sau vụ cháy. Nero cũng nhân cơ hội này để vu tội phóng hỏa cho các tín đồ Thiên chúa giáo và bức hại họ.
Một vụ nổi loạn của quân đội đã buộc Nero phải ẩn trốn vào năm 68. Đối mặt với việc bị xử tử bởi Viện nguyên lão, Nero đã tự sát.

## Năm của bốn hoàng đế (68-69)

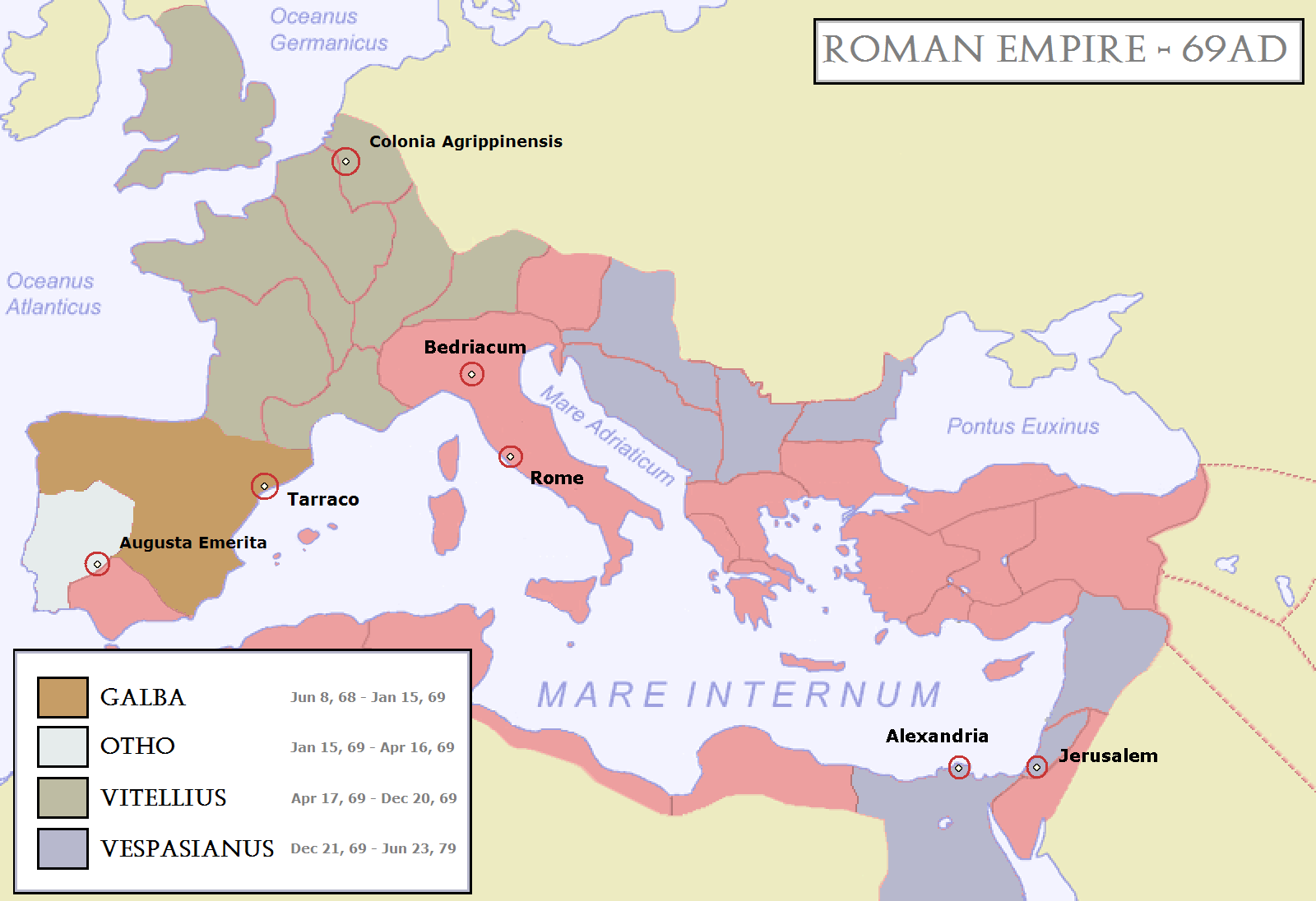
Đế quốc La Mã vào năm 69. Sau cái chết của Nero, bốn vị tướng hùng mạnh nhất trong Đế chế đã thay nhau chiếm giữ ngôi vị

Cái chết của Nero dẫn đến một cuộc chiến giành ngôi. Đây là lần đầu tiên La Mã có một cuộc nội chiến kể từ sau cái chết của Mark Anthony vào năm 31 TCN. Bốn vị tướng hùng mạnh từ bốn vùng của Đế chế đã lần lượt đấu đá với nhau để lên ngôi. Từ tháng 6 năm 68 đến tháng 12 năm 69, kinh thành La Mã đã lần lượt chứng kiến sự thăng trầm của Galba, Otho và Vitellius, cho đến khi Vespasian khởi đầu vương triều Flavia. Giai đoạn này được xem như ví dụ tiêu biểu cho sự bất an chính trị trong lịch sử Đế quốc La Mã, nó chứng tỏ rằng bất cứ vị tướng nào cũng có thể tranh giành ngai vàng, nếu đủ mạnh.
Đầu tiên, Galba (được các quân đoàn ở Tây Ban Nha hậu thuẫn) đã tiến vào thành La Mã vào tháng 6/68 và nắm quyền tới tháng 1/69 thì bị ám sát. Otho lên ngôi, nhưng sau khi để thua trận Bedriacum trước đối thủ của mình là Vitellius (được các quân đoàn German hậu thuẫn) thì ông đã tự sát. Vitellius tại vị từ tháng 4/69, nhưng rồi tới lượt ông cũng bị ám sát vào tháng 12/69. Cuối cùng, Vespasian (được các quân đoàn ở phần đông của Đế chế hậu thuẫn) lên ngôi và chấm dứt cuộc nội chiến.

## Vương triều Flavia (69-96)
Triều Flavia dù ngắn ngủi nhưng đã giúp Đế chế bình ổn lại. Mặc dù những hoàng đế của thời kỳ này đều bị chỉ trích vì thâu tóm quá nhiều quyền lực trong việc cai trị nhưng họ đã đề ra những cải cách giúp Đế chế đủ ổn định để tồn tại tới thế kỷ thứ III. Tuy nhiên, cái gốc quân đội của họ đã dẫn tới sự tách ly khỏi Viện nguyên lão ngày càng tăng và mức độ thống trị của họ cũng tiến gần hơn tới khái niệm hoàng đế.

### Vespasian (69-79)
Vespasian tiếp tục quá trình làm suy yếu Viện nguyên lão. Họ buộc phải ghi nhận ngày lên ngôi của Vespasian là ngày 1 tháng 7 (ngày quân đội tôn ông lên làm hoàng đế), thay vì ngày 21 tháng 12 (ngày Viện nguyên lão chính thức xác nhận chuyện đó). Vào năm 73, Vespasian nắm luôn quyền tổ chức Viện nguyên lão. Ông tống cổ các thành viên phản đối mình và nâng tổng số thành viên của Viện nguyên lão lên con số 1000, với hầu hết các thành viên mới tới từ khắp các vùng ở Italy và Tây Âu, thay vì chỉ ở kinh thành La Mã.

Vespasian xây đại hý trường ở thành La Mã.

Về kinh tế và xã hội, Vespasian có công cứu Đế chế thoát khỏi gánh nặng tài chính gây ra do thói hoang phí của Nero và các cuộc nội chiến. Ông nâng thuế và đặt ra các loại thuế mới. Khi quốc khố đã dồi dào, ông cho xây dựng nhiều công trình công cộng, đáng chú ý nhất là việc khởi công Đại hý trường nổi tiếng. Ông cũng cho xây dựng một nơi hội họp (tiếng Anh: forum) và trợ cấp nhiều tiền bạc cho các ngành nghệ thuật cũng như là những người viết lách.
Về chính trị, Vespasian là vị hoàng đế cai trị có hiệu lực ở các tỉnh. Ở phía tây, ông ưu ái xứ Hispania (bán đảo Iberia), trao quyền La tinh (một mức trung gian giữa quyền công dân La Mã đầy đủ và không có quyền công dân La Mã) cho hơn 300 thành thị, tạo ra một kỷ nguyên mới cho việc đô thị hóa ở những tỉnh từng một thời là man tộc. Nhờ vào những cải cách của ông ở Viện nguyên lão mà các tỉnh của Viện nguyên lão có tầm ảnh hưởng lớn hơn, và vì vậy giúp Đế chế hợp nhất hơn.
Về quân sự, vấn đề tồn đọng lớn nhất sau cuộc nội chiến là việc cát cứ ở địa phương, nghĩa là quân đoàn ở tỉnh nào thì hành động chỉ vì quyền lợi cho tỉnh đó. Nguyên do của việc này là bởi trước đây, các đơn vị quân sĩ được tuyển mộ ở đâu thì cũng phục vụ ngay tại địa phương đó. Vespasian chấm dứt chuyện này bằng cách trộn lẫn các đơn vị quân đội địa phương với những binh sĩ từ các vùng khác, hoặc chuyển luôn đơn vị đó đi tới nơi khác. Ở biên giới, thay vì tập trung các quân đoàn thì ông chia nhỏ họ ra để tránh nguy cơ làm phản. Cải cách quan trọng nhất của Vespasian có lẽ là việc ông cho phép những người từ Gaul và Hispania tham gia vào quân đoàn La Mã, thay vì chỉ tuyển người Italy như trước. Ông cũng có những hoạt động để củng cố hệ thống phòng ngự ở biên giới của đế chế.

### Titus (79-81)
Titus là con trưởng của Vespasian và là một đại tướng có tài, từng chỉ huy quân La Mã ở Syria và Iudaea. Ông đã đập tan cuộc nổi dậy của người Do Thái trong thời gian cầm quân, và vào năm 70, ông đã đánh chiếm Jerusalem. Sau khi lên ngôi, Titus được các nhà sử học xem là một ông vua giỏi. Ông đã gọi về những người bị cha mình đày đi. Khi thành Pompeii bị tàn phá sau sự kiện núi lửa Vesuvius phun trào (năm 79) và thành La Mã bị hỏa hoạn (năm 80), ông đã mạnh tay tu sửa những nơi này và giành được sự yêu mến của dân chúng. Trong thời gian ở ngôi ngắn ngủi, Titus cũng đã hoàn tất đấu trường Colosseum được xây từ thời cha mình.

### Domitian (81-96)
Em trai của Titus là Domitian lên nối ngôi. Mặc dù Vespasian và Titus đều đã có quan hệ không tốt với Viện nguyên lão, ở thời Domitian mối quan hệ đó thậm chí còn trở nên căng thẳng hơn. Ông thẳng thừng dẹp bỏ cái vỏ Cộng hòa mà cha và anh mình còn cố ngụy trang, thậm chí là thường xuyên xuất hiện với trang phục quân đội.
Đối với dân chúng, Domitian rất biết cách xử sự. Ông trao những tặng phẩm cho mọi công dân thành La Mã, tổ chức những trò mua vui ở đấu trường và tiếp tục các công trình công cộng của đời trước. Ông cũng để lại cho những người kế vị một ngân khố đầy ắp. Ở bên ngoài, dưới thời Domitian, quân đội La Mã đã tấn công Caledonia (nay là Scotland) và Dacia (bao gồm România và Moldova ngày nay). Mặc dù giành được một vài thắng lợi nhưng họ không chinh phục hoàn toàn được những nơi này.
Những năm sau này, Domitian trở nên hoang tưởng và gây ra nhiều vụ bắt bớ, tử hình, tịch biên tài sản. Cuối cùng ông bị những kẻ thù trong Viện nguyên lão ám sát chết vào năm 96.

## Năm vị minh quân (96-180)
Thế kỷ tiếp theo được gọi là thời kỳ "Năm vị minh quân" vì sự nối ngôi diễn ra êm đẹp và Đế chế hưng thịnh. Năm hoàng đế trong giai đoạn này là Nerva (96–98), Trajan (98–117), Hadrian (117–138), Antoninus Pius (138–161) và Marcus Aurelius (161–180), lần lượt từng người được vị hoàng đế trước mình nhận làm con nuôi. Mặc dù những người kế vị được chọn lựa vì phẩm chất của họ, có nhiều người tranh luận rằng lý do thật sự của chuyện này là việc chẳng ai trong số họ có hậu duệ để nối ngôi.

### Nerva (96-98)
Nerva được Viện nguyên lão chỉ định làm hoàng đế, nhưng ông không làm được gì nhiều vì thời gian ở ngôi quá ngắn, ngoại trừ một số nỗ lực để cải thiện mối quan hệ giữa hoàng đế và Viện nguyên lão. Trong khi đó, thế lực của Domitian trong quân đội vẫn còn lớn mạnh. Vào tháng 10 năm 97, đội vệ sĩ của Hoàng đế La Mã vây hãm cung điện và bắt giữ Nerva. Ông buộc phải thỏa mãn các yêu sách của họ, bao gồm việc giao nộp những kẻ đứng sau cái chết của Domitian và phải đứng ra đọc một bài diễn văn tạ ơn những kẻ nổi loạn. Sau đó, Nerva nhận Trajan, một chỉ huy ở mặt trận German, làm con nuôi. Ông mất vào năm 98, mở đường cho sự lên ngôi của Trajan.

### Trajan (98-117)

Sự mở rộng của La Mã dưới thời Trajan.

Triều đại của Trajan được đánh dấu bằng những chiến công to lớn ngoài chiến trường. Sau khi lên ngôi, Trajan chuẩn bị kỹ lưỡng và tiến hành một chiến dịch quân sự nhắm vào Dacia, nơi đã đối đầu với La Mã từ lâu. Năm 101, Trajan tự mình vượt sông Danube và đánh bại vua Dacia là Decebalus ở Tapae (xem trận Tapae lần hai). Vị hoàng đế không tiếp tục chinh phục triệt để vì cần tái tổ chức lại quân đội, nhưng thay vào đó ông buộc người Dacia phải ký một hòa ước với những điều khoản hết sức nặng nề. Năm 105, Trajan một lần nữa tiến quân và sau một năm chinh chiến thì đã đánh chiếm được kinh đô của người Dacia là Sarmizegetusa Regia. Vua Decebalus tự sát để không rơi vào tay địch và từ đó Dacia trở thành một tỉnh của La Mã. Cuộc chinh phục Dacia được xem là một chiến tích lớn của Trajan. Ông hạ lệnh ăn mừng trong 123 ngày trên toàn đế chế và cho xây dựng cột trụ Trajan ở thành La Mã để tôn vinh chiến thắng.
Cũng cùng khoảng thời gian này thì một trong những vị vua chư hầu của La Mã là Rabbel II Soter đã qua đời. Sự kiện đó có thể đã dẫn đến sự sáp nhập vương quốc Nabataean vào La Mã. Trên vùng đất này, người La Mã lập ra tỉnh Arabia Petraea (ngày nay thuộc Nam Jordan và Tây Bắc Ả Rập Xê Út).
Từ thời Nero, hai đế quốc La Mã và Parthia đã cùng chia sẻ việc kiểm soát vương quốc Armenia, với vương triều Arsacid ở đây là một nhánh của hoàng tộc Parthia. Năm 112, Trajan tức giận vì việc vua Osroes I của Parthia đưa cháu mình là Exedares lên ngai vàng Armenia. Sự kiện này đã phá vỡ thế cân bằng quyền lực ở Armenia và cũng chấm dứt luôn hòa ước giữa hai đế chế đã tồn tại 50 năm. Các quân đoàn La Mã lại sẵn sàng xung trận.
Đầu tiên, Trajan tiến quân vào Armenia. Ông phế truất vị vua mới lên ngôi và sáp nhập nơi đây vào La Mã. Sau đó ông hướng về Parthia, chiếm các thành phố Babylon, Seleucia và cuối cùng là kinh thành Ctesiphon (năm 116). Trajan tiếp tục tiến về phía nam tới Vịnh Ba Tư và tuyên bố Mesopotamia (Lưỡng Hà) là một tỉnh mới của Đế chế. Ở đây, ông than thở rằng mình đã quá già để có thể tiếp tục tiến theo lộ trình chinh phạt vĩ đại của Alexander Đại đế.
Nhưng Trajan chưa dừng lại. Sau đó, cũng trong năm 116, ông chiếm thành phố Susa, truất ngôi Oesroes I và đưa bù nhìn của mình là Parthamaspates lên ngôi. Chưa bao giờ La Mã tiến xa về phía đông như vậy. Dưới thời của Trajan, Đế chế La Mã mở rộng ra tới mức cực đại; người ta có thể đi từ đảo Anh tới vịnh Ba Tư mà vẫn chưa ra khỏi lãnh thổ La Mã.

### Hadrian (117-138)
Mặc dù cũng là một nhà quân sự giỏi nhưng vào thời Hadrian không có nhiều cuộc chiến tranh, ngoại trừ cuộc nổi loạn Bar Kokhba của người Do Thái (132-135). Ông không tiếp tục theo đuổi những chiến dịch chinh phạt triệt để đầy tham vọng của Trajan ở Lưỡng Hà vì nghĩ rằng nơi đây khó phòng thủ được. Suýt chút nữa đã có một cuộc chiến với Vologases III ở đông Parthia vào năm 121, nhưng nó đã được ngăn lại bằng một hòa ước.
Ông chú tâm vào việc phòng thủ đế chế rộng lớn của mình nhiều hơn. Hadrian là vị hoàng đế đầu tiên đi kinh lý bao quát các tỉnh, chi tiền cho các công trình xây dựng ở địa phương nơi ông tới. Nhiều người đời sau nhớ tới ông nhờ việc xây dựng bức tường Hadrian nổi tiếng ở Anh. Ngoài ra ông cũng xây dựng một loạt những tiền đồn, pháo đài, tháp canh và công sự dọc sông Danube và sông Rhine.

### Antoninus Pius (138-161)
Ông được xem là một đại minh quân trong lịch sử La Mã cổ, có lối sống giản dị. Đế chế La Mã tiếp tục phát triển thịnh vượng và hòa bình. Thậm chí có một nhà sử học hiện đại còn cho là trong suốt thời kỳ trị vì của Antoninus Pius, ông chưa từng lại gần một quân đoàn nào trong bán kính 500 dặm. Có những cuộc đụng độ ở Mauretania, Judaea, và với người Brigantes ở Anh Quốc, nhưng không có lần nào là đáng kể.

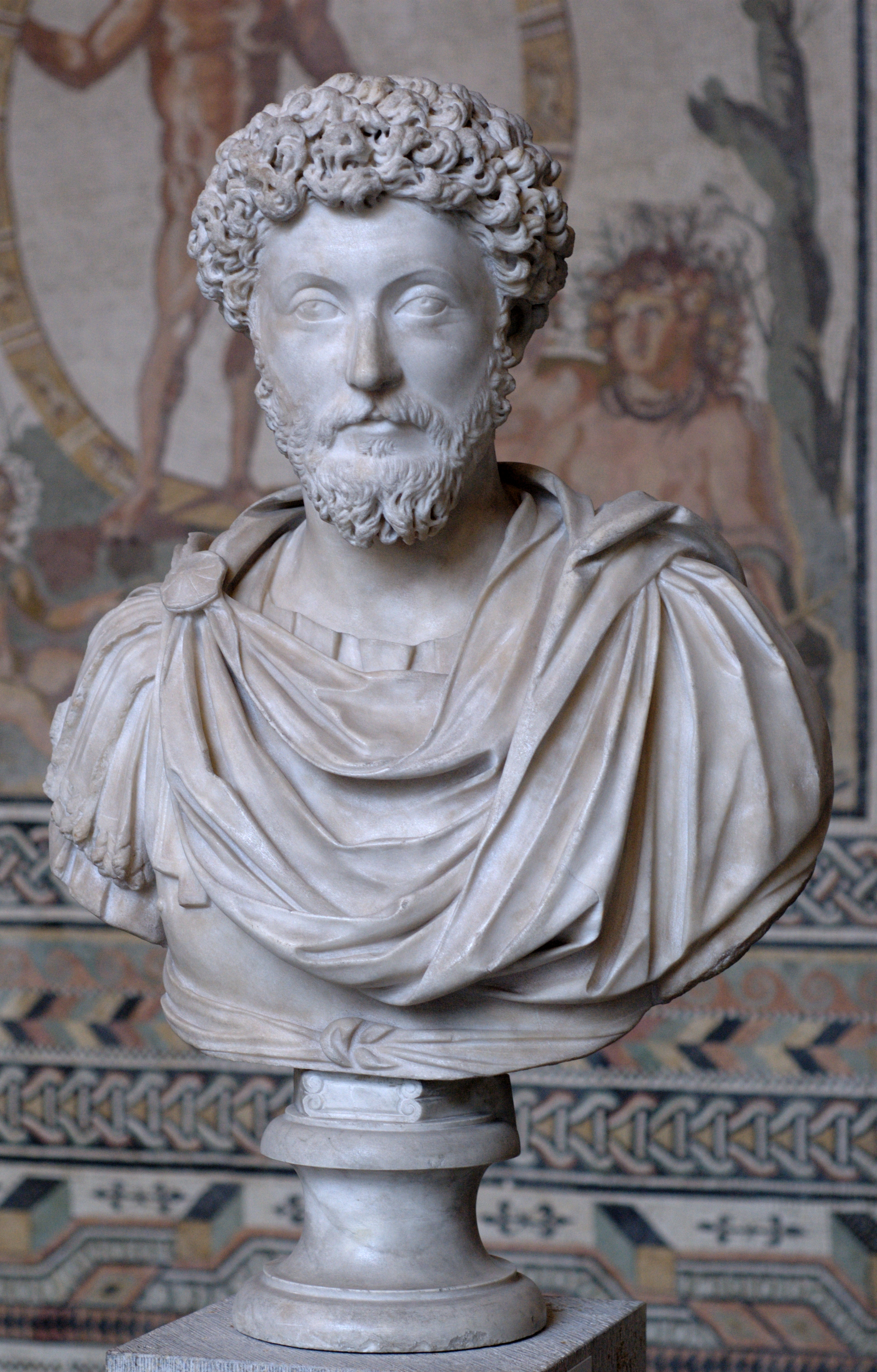
Marcus Aurelius

### Marcus Aurelius (161-180)
Các bộ tộc người German tiến hành nhiều cuộc cướp phá dọc biên giới phía Bắc của La Mã, đặc biệt là nhắm vào xứ Gaul và dọc sông Danube. Nguyên do của việc này có lẽ là do họ bị những bộ tộc hiếu chiến hơn tới từ phía Đông gây áp lực từ phía sau. Người Chatti tấn công tỉnh Thượng Germania vào năm 162 và bị đẩy lùi. Nguy hiểm hơn, năm 166, Marcomanni của người Bohemia (chư hầu của La Mã từ năm 19) vượt sông Danube cùng người Lombard và các bộ tộc German khác. Cùng lúc đó, người Sarmatia tấn công vào khu vực giữa sông Danube và sông Theiss. Hoàng đế Marcus Aurelius thân chinh xuất quân đánh các bộ tộc German trong phần lớn thời gian ở ngôi của mình, nhưng vì những vấn đề ở phía Đông nên quân đội La Mã gặp nhiều khó khăn. Ít nhất là họ đã thất bại hai trận lớn trước bộ tộc Quadi và Marcomanni, người sau đó đã vượt dãy núi Alps để tàn phá Opitergium (Oderzo) và vây hãm Aquileia, một thành phố lớn của La Mã ở Đông Bắc Ý. Sau một thời gian dài vất vả thì hoàng đế Marcus Aurelius cũng đẩy lùi được những kẻ xâm lăng, nhưng có rất nhiều người German đã trú lại các tỉnh biên giới như Dacia, Pannonia, Đức và ngay cả trên đất Italy. Chuyện này không phải là mới, nhưng số lượng đông đảo của họ đã buộc chính quyền La Mã phải tạo ra hai tỉnh mới dọc bờ Tây sông Danube là Sarmatia và Marcomannia (ngày nay thuộc Bohemia và Hungary). Những chiến công của Marcus Aurelius được ghi lại trong cột Marcus Aurelius.
Ở châu Á, một đế chế Parthia mới trỗi dậy tiếp tục thách thức La Mã. Marcus Aurelius đưa vị đồng hoàng đế với mình là Lucius Verus tới thân chinh thống lĩnh các quân đoàn ở đây và cuối cùng đã đánh bại họ (xem Chiến tranh La Mã-Parthia 161-166). Vào năm 175, Marcus Aurelius tiêu diệt cuộc nổi loạn của Avidius Cassius (ông này làm phản do tưởng nhầm là Marcus đã qua đời).
Trong những năm cuối đời, Marcus Aurelius, không những là một hoàng đế mà còn là một triết gia, đã viết tác phẩm "Suy ngẫm". Cuốn sách này được xem là đóng góp lớn của hoàng đế Marcus Aurelius cho nền triết học. Khi Marcus Aurelius qua đời vào năm 180, ngai vàng được trao tới tay con trai ông là Commodus, người cũng đã vươn tới ngôi vị đồng hoàng đế vào năm 177. Sự kiện này cũng đã chấm dứt thời kỳ các vị hoàng đế La Mã nhận con nuôi để làm người kế vị.

### Commodus (180-192)
Thời đại "Năm vị minh quân" kết thúc bởi triều đại của Commodus từ năm 180 đến 192. Nhiều người dân La Mã trông chờ ông sẽ rộng lượng và hào hiệp như cha mình, nhưng Commodus hoàn toàn ngược lại. Sử gia Edward Gibbon trong tác phẩm "Lịch sử suy tàn và sụp đổ của Đế quốc La Mã" cho rằng Commodus đã trị vì tốt trong giai đoạn đầu, nhưng trở nên hoang tưởng và mất trí sau một vụ ám sát do những người trong gia đình chủ mưu. Thời thịnh trị Pax Romana cũng chấm dứt với triều đại của ông.
Thay vì chăm lo trị nước, vị hoàng đế mê mẩn với những trò thể thao hơn. Commodus rất tự hào với sức mạnh thể chất và khả năng chiến đấu của mình. Ông tự cho mình là Hercules tái thế và cho tạc nhiều tượng của mình đang khoác bộ da sư tử. Ông cũng thường xuyên trực tiếp tham gia vào những trận giác đấu ở đấu trường, và chứng tỏ mình là một đấu sĩ hạng nhất. Thế nhưng vào năm 192, Commodus đã bị võ sĩ Narcissus siết cổ tới chết trong một âm mưu liên quan tới Đội vệ sĩ của Hoàng đế La Mã và các thành viên Viện nguyên lão.

## Năm của năm hoàng đế (193)
Thuật ngữ "Năm của năm hoàng đế" là để chỉ năm 193, vì trong năm đó có tới 5 người tự xưng mình là Hoàng đế La Mã. Năm người này bao gồm Pertinax, Didius Julianus, Pescennius Niger, Clodius Albinus và Septimius Severus.
Sau cái chết của Commodus, Pertinax trở thành hoàng đế nhưng bị Đội vệ sĩ của Hoàng đế La Mã ám sát vào tháng 3 năm 193. Sau đó, vào cùng ngày, Didius Julianus đã đánh bại Titus Flavius Sulpicianus (cha vợ của Pertinax) để giành ngai vàng. Flavius hứa trả cho mỗi binh sĩ 20,000 sestertii để mua chuộc lòng trung thành của họ, nhưng Didius Julianus trả tới 25,000. Bị các binh lính đe dọa, Viện nguyên lão tuyên bố Didius Julianus là hoàng đế vào ngày 28 tháng 3.
Thế nhưng, lại có thêm 3 người nữa tranh giành ngôi vua, bao gồm Pescennius Niger ở Syria, Clodius Albinus ở Anh, và Septimius Severus ở Pannonia. Septimius Severus tiến vào kinh đô La Mã và xử tử Didius Julianus vào tháng 6 năm 193, sau đó giải tán Đội vệ sĩ của Hoàng đế La Mã và tử hình những kẻ đã giết Pertinax. Củng cố lại lực lượng, Septimius Severus chiến đấu với phe Pescennius Niger ở Cyzicus và Nicea vào năm 193 và cuối cùng đánh bại triệt để ông ta ở Issus vào năm 194.
Clodius Albinus lúc đầu ủng hộ Septimius Severus vì cho rằng mình sẽ là người kế vị. Khi nhận ra rằng Severus có những ý định khác, Albinus đã tự xưng hoàng đế vào năm 195 nhưng bị đánh bại trong trận Lugdunum vào năm 197.

## Vương triều Severus (193-235)
Vương triều Severus (tiếng Anh: Severan Dynasty) gồm các hoàng đế Septimius Severus (193–211), Caracalla (211–217), Macrinus (217–218), Elagabalus (218–222), và Alexander Severus (222–235). Thời đại này mở đường cho những nhà thống trị có nguồn gốc Syria như Elagabalus và Alexander Severus. Sau khi lên ngôi, Septimius Severus chi những khoản tiền lớn cho quân đội để bảo đảm sự trung thành và thay thế các thành viên Viện nguyên lão bằng các viên chức đẳng cấp Kỵ Sĩ (tiếng Anh: equestrian) cho những vị trí quan trọng. Ông cũng hủy bỏ những phiên tòa xử án từ thời Cộng hòa. Nhờ vậy, Septimius Severus đã mở rộng quyền hạn của hoàng đế.
Con trai của Septimius Severus là Marcus Aurelius Antoninus (biệt danh Caracalla) khi lên kế vị đã dẹp bỏ tất cả sự phân biệt giữa người Italy và người ở tỉnh, cho thi hành Constitutio Antoniniana vào năm 212, trong đó mở rộng quyền công dân La Mã cho mọi người sinh sống tại đế chế. Ông cũng dựng lên nhà tắm Caracalla nổi tiếng ở kinh đô La Mã mà kiến trúc của nó đã là mẫu mực cho nhiều công trình công cộng tưởng niệm khác. Caracalla bị ám sát vào năm 217, sau đó thì nhiều người phụ nữ quyền thế đã chi phối triều chính, bao gồm Julia Maesa, Julia Soaemias và Julia Avita Mamaea. Chính họ đã lần lượt đưa Elagabalus và Alexander Severus lên kế vị vào các năm 218 và 222.
Vào cuối vương triều Severus, quyền lực của Viện nguyên lão có vẻ như lại phục hồi và có nhiều cải cách tài chính được ban bố. Mặc dù có những thắng lợi trước Đế chế Sassanid mới nổi lên thay thế Đế chế Parthia ở phương Đông (nhiều sử gia xem Đế chế Achaemenes thời cổ, Đế chế Parthia và Đế chế Sassanid đều là Đế chế Ba Tư nên dù La Mã chiến tranh với Parthia hay Sassanid thì họ đều gọi chung là chiến tranh với Ba Tư) nhưng rồi Alexander Severus lại đánh mất khả năng kiểm soát quân đội và bị ám sát vào năm 235. Cái chết của ông mở đầu cho một thời kỳ của những hoàng đế xuất thân từ quân đội và gần nửa thế kỷ nội chiến và tranh chấp.

## Cuộc khủng hoảng của thế kỷ III (235-284)
"Cuộc khủng hoảng của thế kỷ III" là cái tên để chỉ sự vỡ vụn và gần như sụp đổ của Đế chế La Mã từ năm 235 đến năm 284. Nó cũng được gọi là "sự vô chính phủ do quân đội".
Sau khi Augustus kết thúc nội chiến (thế kỷ thứ I TCN), Đế chế La Mã đã trải qua một thời đại hòa bình, ít bị ngoại xâm và kinh tế phồn thịnh (Pax Romana). Tuy nhiên, tới thế kỷ III thì Đế chế phải trải qua những cuộc khủng hoảng chính trị, quân sự, kinh tế và bắt đầu suy sụp. Lúc nào cũng có những cuộc xâm lăng của man tộc, nội chiến và lạm phát.
Một phần vấn đề này có gốc rễ từ việc Augustus không định ra những luật lệ cụ thể để xác định người kế vị. Từ thế kỷ I và II, vấn đề kế vị cũng đã gây ra những cuộc nội chiến ngắn, nhưng tới thế kỷ III thì nội chiến xảy ra liên miên khi mà chẳng kẻ giành ngôi nào nhanh chóng trấn áp được đối thủ hoặc ở ngôi được lâu. Trong khoảng thời gian này có không dưới 25 vị hoàng đế đã cai trị La Mã, và trừ ra 2 người thì tất cả họ đều bị ám sát hoặc tử trận trên chiến trường. Trong năm 238, có tới 6 người cùng xưng là hoàng đế (Năm của sáu hoàng đế). Các công dân cũng không còn dự phần nhiều vào việc quản lý ở địa phương như trước. Chuyện này buộc hoàng đế phải can dự vào và từ từ nâng cao vai trò trách nhiệm của chính phủ.
Thêm vào nữa, kiểu tập trung quân ở biên giới của quân đội La Mã không thể chống lại được những cuộc xâm lăng một khi kẻ địch đã lọt qua. Ở phía đông, đế chế Sassanid tấn công La Mã quyết liệt hơn nhiều so với đế chế trước nó là Parthia. Vào năm 253, hoàng đế Sassanid là Shapur I tiến quân sâu vào lãnh thổ La Mã, đánh bại quân La Mã trong trận Barbalissos và chinh phục Antioch. Tiếp đó, vào năm 260, trong trận Edessa, lại một lần nữa quân La Mã bại trận trước Sassanid và hoàng đế La Mã lúc đó là Valerian bị bắt giữ.
Cuộc khủng hoảng kết thúc nhờ vào Hoàng đế Diocletian. Bằng cả tài năng lẫn vận may, ông đã giải quyết được nhiều vấn đề cấp bách. Thế nhưng, vấn đề cốt lõi của La Mã vẫn còn đó và cuối cùng đã gây nên sự tận diệt của đế chế ở phía Tây.

## Diocletian và triều đìnhTứ đầu chế(284-301)

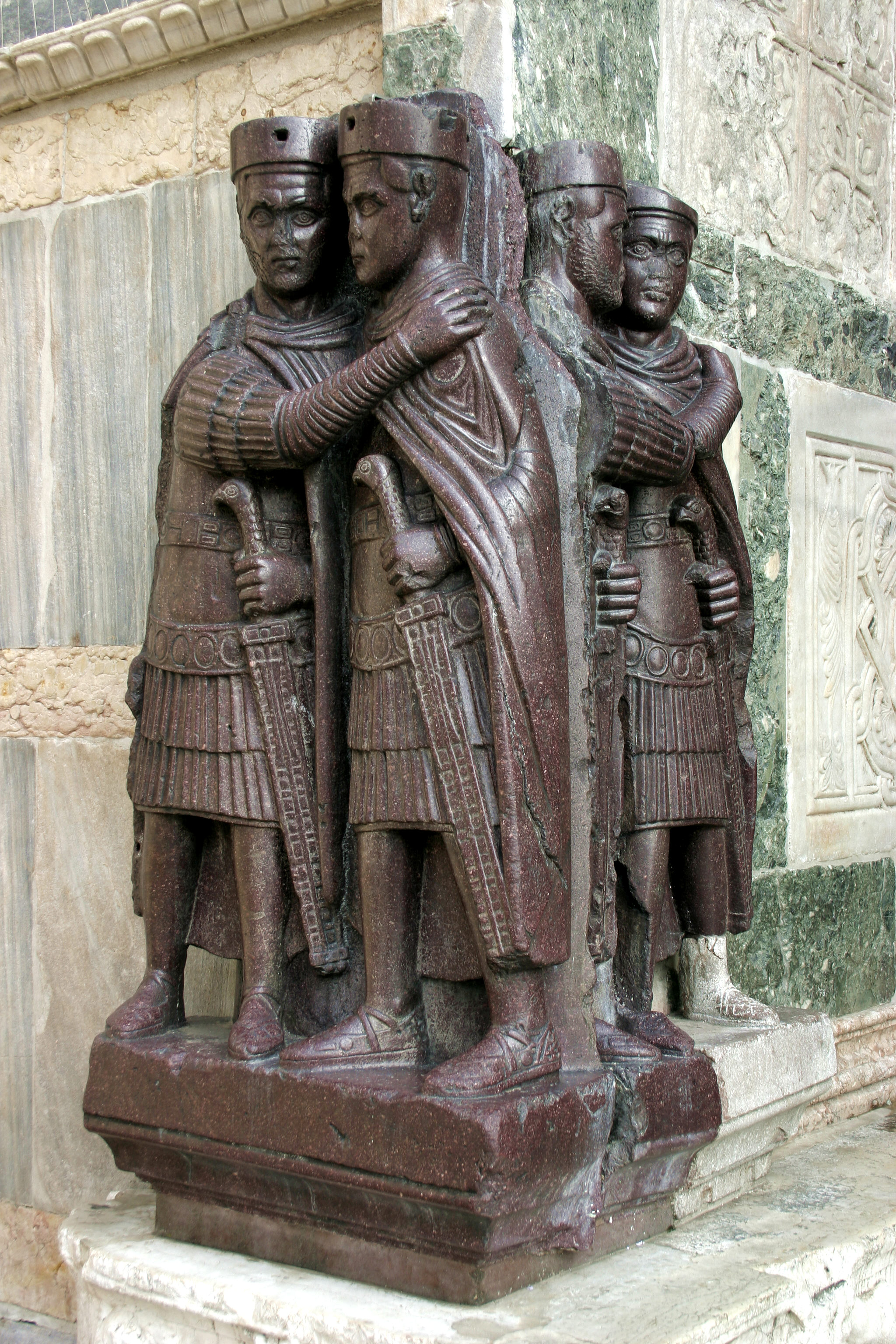
Tứ đầu chế, một tác phẩm miêu tả triều đình La Mã thời Tứ đầu chế, được lấy từ một cung điện Byzantine vào năm 1204.

Vào tháng 7 năm 285, Hoàng đế Diocletian đánh bại địch thủ là Carinus và trở thành vị hoàng đế duy nhất của La Mã. Ông nhận thấy rằng Đế chế La Mã quá lớn và có quá nhiều áp lực từ bên trong lẫn các mối đe dọa từ bên ngoài, chỉ một vị hoàng đế thì khó lòng cai trị được. Do đó, ông chia Đế chế ra làm hai nửa Đông và Tây (với ranh giới ở vùng Đông Ý). Hai bên sẽ có hai vị hoàng đế ngang quyền nhau cùng mang Đế hiệu Augustus. Sự phân chia này là tiền thân của Đế chế Tây La Mã và Đế chế Đông La Mã.
Hoàng đế Diocletian trở thành Augustus của nửa Đông và bạn ông, Maximian, trở thành Augustus của nửa Tây. Tới năm 293 thì quyền lực tiếp tục được chia nhỏ ra hơn nữa, mỗi Augustus sẽ chọn ra một hoàng đế trẻ hơn gọi là Caesar để giúp mình trị nước. Galerius trở thành Caesar của Diocletian còn Constantius Chlorus là Caesar của Maximian.
Thể chế này được gọi là "Tứ đầu chế" (tiếng Anh: Tetrarchy) bởi các học giả đời sau. Chính quyền này nhằm giúp những cuộc kế vị trở nên êm đẹp hơn: ở mỗi nửa của Đế chế, một Caesar rồi sẽ lên thay một Augutus và chọn ra Caesar mới cho mình. Năm 305, Diocletian và Maximian cùng thoái vị để nhường ngôi cho các Caesar. Tới lượt cháu của Galerius là Maximinus lên làm Caesar ở phía Đông và Flavius Valerius Severus lên làm Caesar ở phía Tây cho Constantius. Sử gia Edward Gibbon nói rằng thể chế này hoạt động trơn tru là vì sự gắn bó của các hoàng đế với nhau.
Bên cạnh việc xây dựng phương pháp cai trị mới, Hoàng đế Diocletian, vốn là một người ngoại đạo và lo lắng khi thấy số lượng tín đồ Thiên chúa giáo đang tăng lên rất nhanh, đã ngược đãi họ với mức độ nặng nề chưa từng thấy kể từ thời Nero.

## Vương triều Constantine (305-363)

### Constantine và các con trai
Hệ thống Tứ đầu chế bị phá vỡ khi Constantius Chlorus mất vào năm 306. Lực lượng của Constantius ở Eboracum ngay lập tức suy tôn con trai của ông ta là Constantine I (còn được biết đến như là Constantine Đại đế) thành Augustus. Vào tháng 8 năm 306, Galerius phong cho Severus thành Augustus. Một cuộc nổi loạn ở kinh đô La Mã đưa một người nữa tham gia cuộc tranh giành là Maxentius, con trai của Maximian, với sự ủng hộ của Đội vệ sĩ của Hoàng đế La Mã. Như vậy ở phía tây của Đế chế có tới 3 Augustus: một nguyên là Caesar đời trước và hai do quân đội lập nên.
Vào năm 307, Maximian trở lại với danh hiệu Augustus và cùng cai trị với con mình. Như vậy tổng cộng thì La Mã có tới 6 người cai trị (5 Augustus: Galerius, Severus, Constantine, Maxentius, Maximian và 1 Casear: Maximinus). Galerius và Severus tấn công hai cha con Maximian ở Italy, nhưng Severus bị bắt giết vào năm 307. Hai vị Augustus ở Italy sau đó kết liên minh với Constantine bằng cách gả con gái của Maximian cho ông.

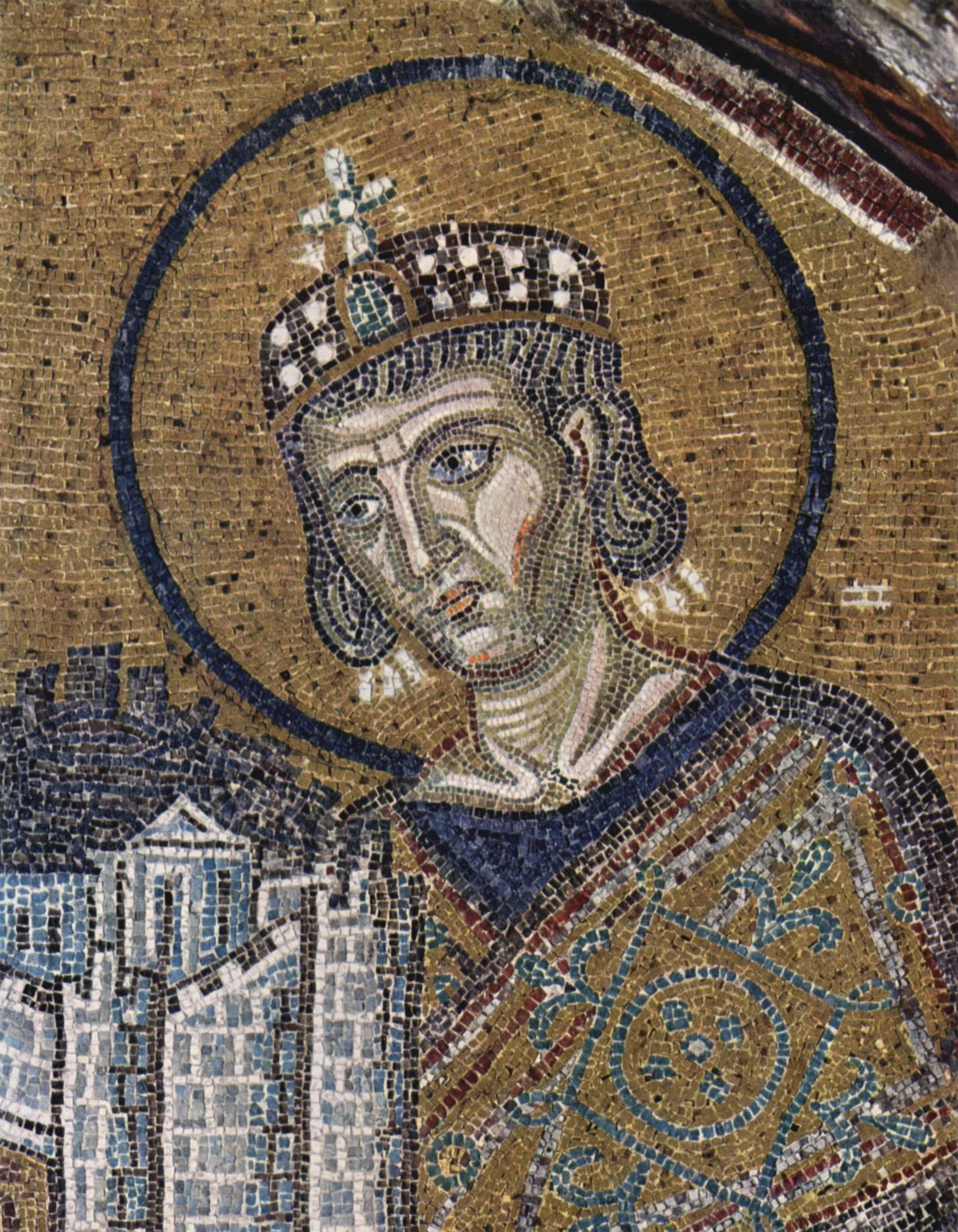
Constantine the Great, hình ghép mảnh ở Hagia Sophia. Trong hình có thể thấy được những liên hệ của ông với Thiên chúa giáo.

Cuộc nội chiến sau đó vẫn tiếp tục và chứng kiến Constantine lần lượt đánh bại các đối thủ khác. Năm 324, ông đánh bại đối thủ cuối cùng là người em rể Licinius để thống nhất Đế chế. Ngoài ra, trong triều đại của mình, Constantine cũng có những thắng lợi trước người Frank, Alamanni, Visigoth và Sarmatia, thậm chí là tổ chức tái định cư lại một phần Dacia (bị bỏ rơi từ thế kỷ III).
Hai việc làm đáng nhớ nhất dưới thời Constantine là cải sang đạo Thiên chúa và phát triển thành phố Constantinopolis. Năm 313, Constantine công bố chấp nhận Thiên chúa giáo trong Sắc lệnh Milan. Sắc lệnh này cho phép những người đạo Thiên chúa giáo có quyền theo đuổi đức tin của họ. Hệ quả của sắc lệnh này là việc bãi bỏ những trừng phạt đối với những người theo Thiên chúa giáo và trả lại các tài sản đã bị tịch thu của Giáo hội. Sau đó ông tuyên bố chính mình cũng là một tín đồ của Thiên chúa giáo. Sự chuyển đổi của ông và sự bảo trợ Giáo hội của ông đã thiết lập lại vị thế mới của Thiên chúa giáo trong toàn đế chế. Những người Thiên chúa giáo theo Chính thống giáo Đông phương xem ông như là Thánh Constantine.
Năm 324, Constantine tuyên bố quyết định biến Byzantium thành Nova Roma (Tân La Mã) và vào 11 tháng 5, 330, ông dời đô từ thành La Mã về Tân La Mã. Thành phố được đặt tên lại là Constantinopolis (Thành phố của Constantine) sau khi Constantine mất năm 337. Từ đó bắt đầu vai trò của Đông La Mã như là một trung tâm của sự giáo dục, thịnh vượng và văn hóa ở châu Âu. Constantinople vẫn là kinh thành của Đế quốc Byzantine trên hơn một ngàn năm, chỉ bị ngắt quãng tạm thời bởi sự đốt phá và chiếm đóng của quân Thập tự chinh lần 4 năm 1204, cho đến khi rơi vào tay Đế quốc Ottoman năm 1453 (hiện nay thành phố này là Istanbul của Thổ Nhĩ Kỳ).
Sau khi Constantine I qua đời, Đế chế lại bị chia ba bởi ba người con của ông. Tây La Mã bị chia đôi giữa con trưởng là Constantine II và con út là Constans. Đông La Mã cùng Constantinople thuộc về con thứ, Constantius II. Cuồi cùng thì Constantius II đánh bại được các anh em mình, thế nhưng tới năm 360 thì sự thống trị của ông lại bị lung lay. Trước đó ông đã phong cho Julian (Flavius Claudius Julianus) làm Caesar ở Tây La Mã vào năm 355. Trong 5 năm sau đó, Julian giành nhiều thắng lợi trên chiến trường trước các tộc German, bao gồm cả người Alamanni. Khi Constantius hạ lệnh cho các quân đoàn xứ Gaul phải sang phía đông để tiếp viện cho cuộc chiến với Ba Tư, họ đã nổi dậy và tôn chỉ huy của mình là Julian lên làm Augustus. Vào lúc hai vị hoàng đế đều chưa muốn tiến quân đánh nhau thì Constantius đã qua đời vì bệnh vào tháng 11 năm 361, khiến đất nước tránh được một cuộc nội chiến.

### Julianus và Jovianus (361–364)
Dưới triều Hoàng đế Julianus, triều đình La Mã cổ súy trở lại cho các tôn giáo đa thần và tiến hành đàn áp Ki-tô giáo (mặc dù bản thân ông không phải là một tín đồ ngoại giáo). Những chính sách này làm nhận định về ông trong các tài liệu thời đó rất mâu thuẫn: những người ngoại giáo thì xem ông như một vị anh hùng, còn các Ki-tô hữu thì lại cho ông là một tên vua xấu xa. Thế nhưng dù sao đi nữa thì sự phục hưng ngoại giáo này cũng kéo dài chẳng được bao lâu. Nó đã chết yểu khi ông qua đời trên chiến trường trong các cuộc chiến tranh chống lại Đế quốc Sassanid (năm 363).
Là một thiên tài quân sự vĩ đại nhất thời đại đó, Hoàng đế Julianus đã thân chinh xuất quân đại phá tan nát quân Sassanid do Hoàng đế Shapur II thống lĩnh trong trận đánh gần kinh đô Ctesiphon của Đế quốc Sassanid, làm vua Shapur II cùng đám tùy tùng phải bỏ chạy. Không những thế, ông cũng là một nhà bảo trợ của triết học và khoa học, nên ông được gọi là vị vua-triết gia. Khi Hoàng đế Julianus đột ngột qua đời, Hoàng đế Shapur II cũng giành lại thế thượng phong. Vì Hoàng đế Julianus không có con và không chỉ định người thừa kế nên quân đội tôn Jovianus, lúc bấy giờ là một viên tướng khá vô danh, lên làm hoàng đế. Hoàng đế Jovian phải ký một hòa ước bất lợi với Đế quốc Sassanid (bao gồm việc phải trao trả lại các vùng đất đã giành được từ tận thời Hoàng đế Traianus, trong đó có vương quốc Armenia). Dưới thời của mình, Jovianus cũng hồi phục lại địa vị cho Thiên chúa giáo.

## La Mã từ năm 364 đến 395

### Valentinian và Valens
Sau khi Jovian mất vào năm 364, việc chọn ra Augustus mới lại rơi vào tay quân đội. Vào tháng 2 năm 364, viên tướng Pannonia là Valentinian I được tôn lên làm hoàng đế ở Nicaea, Bithynia. Ông lập ra vương triều Valentinian (364-392). Dưới sự yêu cầu của các tướng lĩnh, Valentinian chọn ra một người đồng cai trị. Valens, em trai của ông, sẽ cai trị Đế chế Đông La Mã, còn ông sẽ cai trị Đế chế Tây La Mã.
Sự lựa chọn Valens nhanh chóng gây bất đồng. Procopius (một người anh em họ của Julian tưởng như trước đó sẽ được kế vị nhưng cuối cùng lại không được) đánh chiếm Constantinople vào năm 365 và tuyên bố là hoàng đế của Đông La Mã. Chiến tranh nổ ra giữa Valens và Procopius, cho đến năm 366 thì Procopius bị đánh bại.
Vào tháng 4 năm 367, Valentinian và Valens phong cho đứa con mới 8 tuổi của Valentinian là Gratian thành một Augustus đồng cai trị hữu danh vô thực. Điều này nhằm giúp bảo vệ sự kế vị sau này.
Tháng 4 năm 375, khi đang dẫn quân đánh người Quadi ở Pannonia thì Valentinian I bị vỡ mạch máo não do quát tháo. Chấn thương này làm ông mất vào tháng 11 năm 375. Sự kế vị diễn ra không theo kế hoạch ban đầu. Gratian lúc này đã 16 tuổi, nhưng binh sĩ ở Pannonia lại tôn người em sơ sinh cùng cha khác mẹ của ông lên thành Valentinian II.
Gratian chấp nhận chuyện này. Trên danh nghĩa thì ông sẽ quản lý xứ Gaul, còn Italy, Illyria và châu Phi sẽ thuộc về em ông và mẹ của ấu chúa là Justina, nhưng thực ra thì quyền hành vẫn trong tay ông.

### Đông La Mã và trận Adrianople (378)
Trong cùng lúc đó, Đế chế Đông La Mã phải đối mặt với mối đe dọa từ các tộc German. Bị người Hung dồn ép từ phía sau, những người Goth thuộc tộc Thervingi đã chạy vào Đế chế Đông La Mã để trú ẩn. Valens cho họ tạm định cư ở bờ nam sông Danube vào năm 376, thế nhưng những người di cư này lại gặp rắc rối từ những sự ngược đãi và những kẻ lãnh đạo suy đồi ở đây. Sự bất mãn khiến họ nổi loạn chống lại La Mã.
Valens thân chinh cầm quân đánh họ vào năm 378, và Gratian cũng đang trên đường đem viện binh từ Tây La Mã tới giúp. Nhưng do quá nôn nóng, Valens đã không chờ Gratian mà dẫn quân xông lên trước và thua tan tác trong trận Adrianople. Gần hai phần ba quân La Mã tử trận, trong số đó có cả hoàng đế Valens cùng rất nhiều những viên chức và các tướng lĩnh quan trọng. Điều này dẫn đến những hậu quả lâu dài cho Đế chế về sau khi họ thiếu hụt về nhân sự. Phần lớn quân đội La Mã về sau này được tuyển mộ từ người German đánh thuê.
Sau cái chết của Valens, Gratian đưa Theodosius I lên làm Augustus của Đông La Mã vào tháng 1 năm 379.

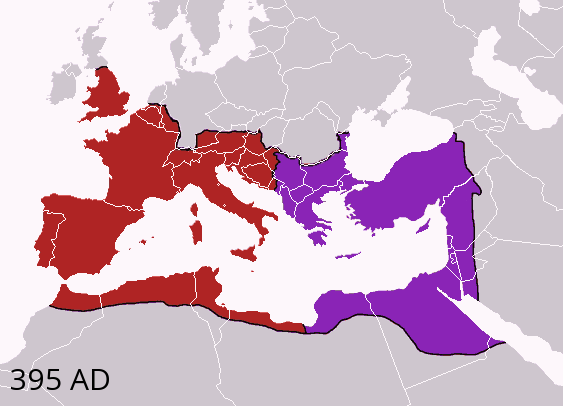
Đế chế La Mã sau cái chết của Theodosius I. Các đường trắng là biên giới của các quốc gia ngày nay.
Đế chế Tây La Mã
Đế chế Đông La Mã

### Nội chiến ở Tây La Mã
Sau một vài thành công trong việc cai trị thì Gratian ở Tây La Mã trở nên lười biếng. Có vẻ như ông đã bị viên tướng người Frank là Merobaudes và vị giám mục Milan là Ambrose thao túng từ phía sau. Gratian cũng mất đi sự yêu mến sau các xung đột với Viện nguyên lão. Trong lúc đó, Theodosius phong cho con mình là Arcadius thành Augustus vào năm 383, một bước chuẩn bị cho sự kế vị sau này.
Cùng năm 383, việc Gratian mất đi sự ủng hộ đã dọn đường cho viên tướng Magnus Maximus làm phản. Magnus Maximus tự xưng hoàng đế rồi đem quân từ Anh tấn công xứ Gaul, khiến Gratian phải trốn chạy và cuối cùng bị ám sát (tháng 8/383). Vào năm 387, Maximus quyết định trừ bỏ luôn Valentinian II (lúc này vẫn ở Italy). Mẹ con Valentinian phải bỏ chạy và cầu cứu Theodosius. Theodosius đánh bại và xử tử Maximus vào năm 388, sau đó cho người đi giết luôn con trai của Maximus là Flavius Victor. Theodosius phục hồi vương vị cho Valentinian và tiếp tục ủng hộ vị vua hữu danh vô thực này.

### Sự phân chia cuối cùng của La Mã
Valentinian II bị ám sát ở Viên vào năm 392. Tướng Arbogast đưa Eugenius lên ngôi nhưng Theodosius không công nhận vua này. Sau đó thì ông giết sạch cả hai trong trận Frigidus (tháng 9 năm 394) rồi thống nhất Đế chế La Mã dưới quyền mình. Sau khi nắm quyền, Theodosius I Đại Đế thẳng tay bài trừ ngoại giáo và hoàn tất việc đưa Thiên chúa giáo trở thành quốc giáo của đế chế La Mã. Sau này, Chính thống giáo Đông phương tôn ông thành Thánh Theodosius.
Theodosius I Đại Đế đi vào lịch sử như là vị hoàng đế cuối cùng thống trị một Đế chế La Mã nguyên vẹn. Sau cái chết của Theodosius vào năm 395, hai con trai của ông là Arcadius và Honorius chia nhau cai trị Đông La Mã (đóng đô tại thành Constantinople) và Tây La Mã (định đô tại Milan, sau đó dời đô về Ravenna). Từ đây hai Đế chế La Mã hoạt động độc lập về mặt chính trị với các vị hoàng đế khác nhau.

## Sự sụp đổ của Đế chế Tây La Mã (395-476)

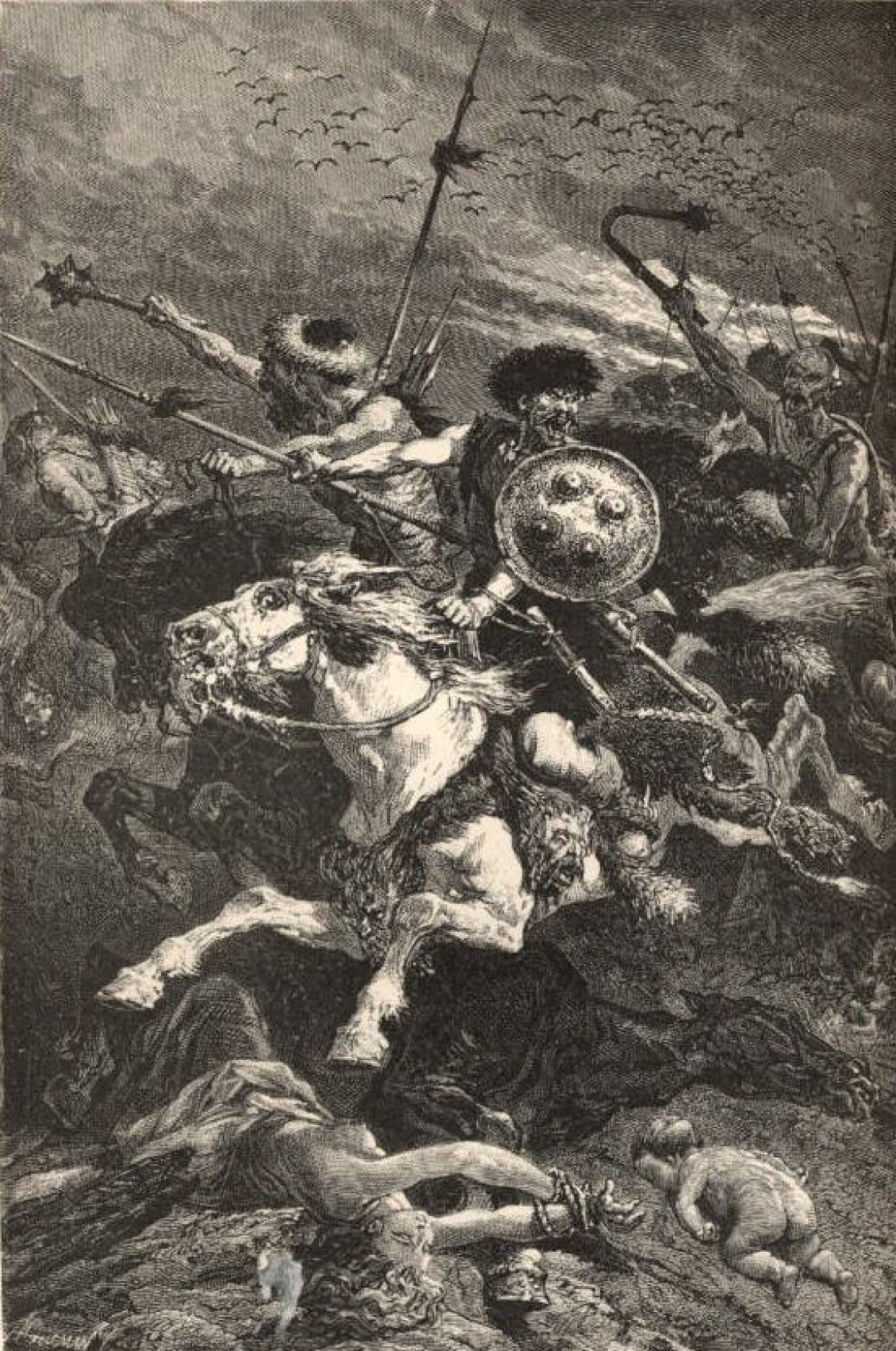
Các chiến binh Hung ở trận những cánh đồng Catalaunian.

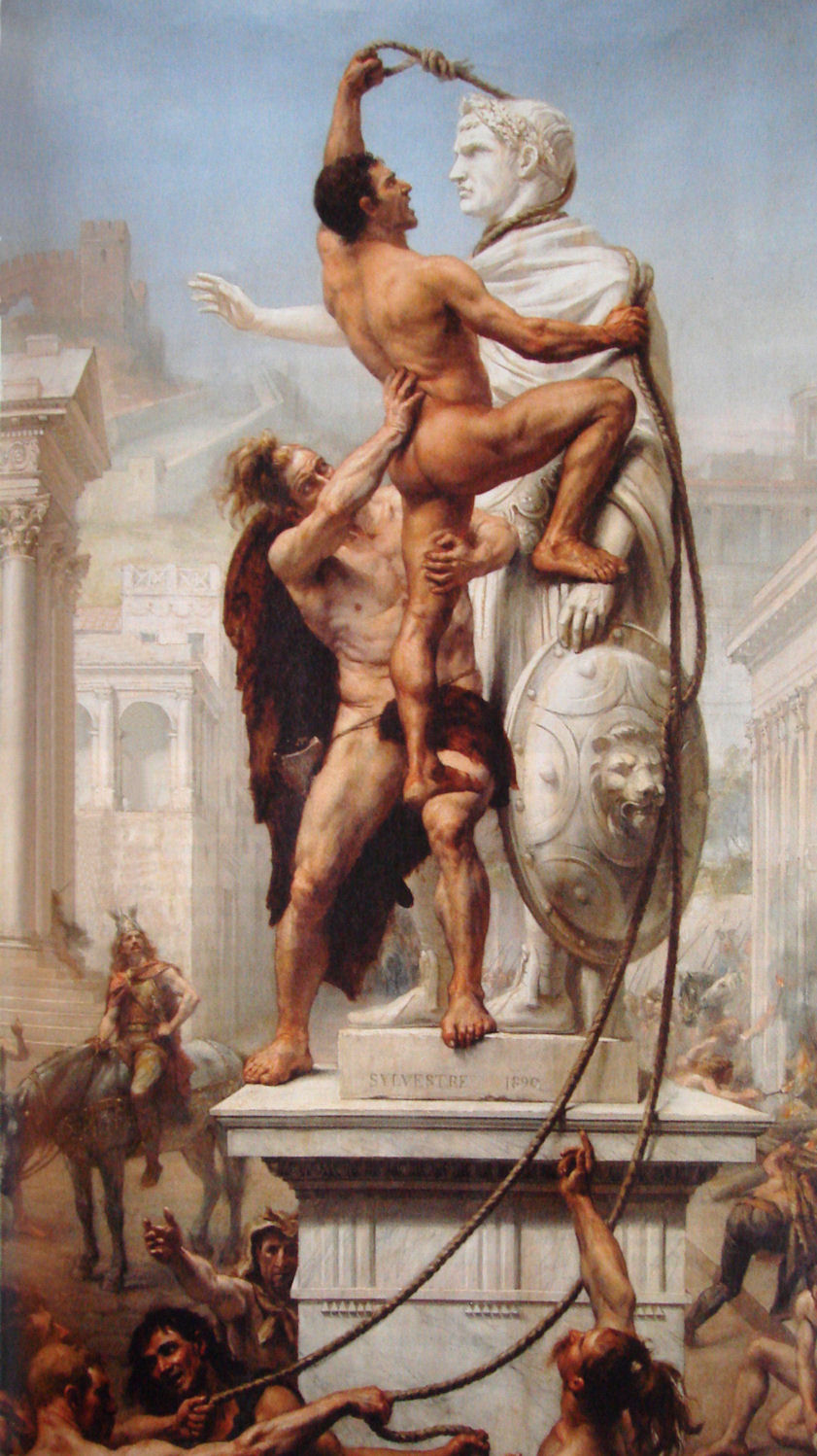
Tranh vẽ cuộc cướp phá cố đô La Mã vào năm 410.

Sau năm 395, các vị hoàng đế ở Tây La Mã hầu như chỉ còn là bù nhìn. Quyền hành thực sự rơi vào tay những người thống lĩnh quân đội như Stilicho (từ 395 tới 408), Constantius (từ 411 tới 421), Aëtius (từ 433 tới 454) và Ricimer (từ 457 tới 472). Vốn ít tài nguyên hơn Đông La Mã, Tây La Mã cũng suy sụp nhanh chóng về mặt kinh tế, đi kèm với nó là sự cai trị thiếu hiệu quả ở các tỉnh vùng biên giới.
Ở bên ngoài, sự yếu kém của các quân đoàn La Mã đã dẫn tới những cuộc xâm lăng liên tục của các man tộc. Dưới áp lực của người Visigoth, hoàng đế Honorius phải dời đô từ Mediolanum (nay là Milan) về Ravenna, nơi có địa thế và khả năng phòng thủ tốt hơn. Năm 410, người Visigoth do Alaric I dẫn đầu đã đánh chiếm và cướp phá thành La Mã (lần đầu tiên sau 800 năm, kể từ thế kỷ IV TCN, kinh thành La Mã mới lại bị chiếm đóng bởi một quân đội ngoại lai). Sau đó, dưới thời các hậu duệ của Alaric, người Visigoth tới bán đảo Iberia và xây dựng một vương quốc cho riêng mình tồn tại 200 năm. Cũng cùng năm 410, quân La Mã rút khỏi đảo Anh, để mặc nơi đây trở thành tâm điểm cho những cuộc xâm lược của người Pict và Anglo-Saxon trong thế kỷ V.
Mặc dù La Mã từng phải đối mặt với nhiều kẻ thù, nhưng có lẽ không thế lực nào hung hãn và đáng sợ hơn người Hung. Dưới sự chỉ huy của vua Attila, người Hung đã nhiều lần vượt sông Danube cướp phá Đông La Mã, buộc các hoàng đế ở Constantinople phải cống nạp cho họ rất nhiều của cải. Năm 450, Honoria, nguyên là chị gái của hoàng đế Tây La Mã Valentinian III, tự ý gửi nhẫn đính hôn cho Attila. Ông ta đòi một nửa Tây La Mã làm của hồi môn, và khi bị từ chối, Attila đã lấy cớ này để dẫn quân tràn sang phía Tây. Quân Hung tàn phá xứ Gaul, đe dọa chiếm cả Tây Âu và chỉ bị chặn lại sau trận những cánh đồng Catalaunian trước liên quân La Mã và Visigoth do tướng Aetius lãnh đạo. Trận chiến này được ghi nhận như một trong những trận chiến khốc liệt nhất trong lịch sử với những tổn thất thương vong ghê gớm cho cả hai bên. Sang năm sau, Attila lại một lần nữa kéo quân vào Tây La Mã, lần này thì tấn công Italy và dự định tiến thẳng vào cố đô La Mã. Thế nhưng khi đã tiến tới gần thành La Mã thì Attila lại dừng lại và rút quân trở về. Nguyên do của việc này có thể là do sự kết hợp giữa dịch bệnh đang hoành hành trong nội bộ quân Hung, cuộc đàm phán của giáo hoàng Leo I và việc quân Đông La Mã tấn công vùng đất của ông ta từ phía sau. Mối nguy hiểm từ người Hung chỉ kết thúc sau cái chết của Attila vào năm 453.
Ở phía nam, người Vandal đánh chiếm Carthage vào năm 439 và xây dựng một hạm đội hùng mạnh để quấy nhiễu vùng biển phía Tây và Nam của Địa Trung Hải. Valentinian III giết Aetius vào năm 454 để rồi một năm sau ông cũng bị ám sát chết bởi những người ủng hộ viên tướng này. Người Vandal nhân cơ hội đó để tiến vào cướp phá thành La Mã (năm 455).
Năm 476, một viên tướng người German là Odoacer nổi dậy làm chính biến lật đổ hoàng đế cuối cùng của Tây La Mã là Romulus Augustus. Đế chế Tây La Mã diệt vong ở đây. Về danh nghĩa thì Odoacer là chư hầu của Đông La Mã nhưng thực tế thì chính ông mới là người trị vì Italy. Trên đất đai cũ của Tây La Mã, ba vương quốc mới dần được thành lập gồm vương quốc Ostrogoth, vương quốc Lombard và vương quốc Frank.

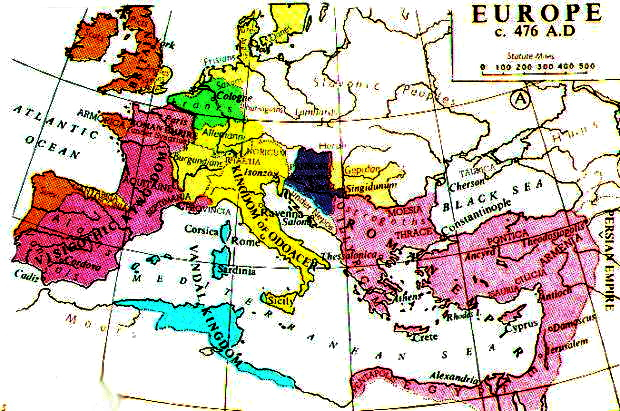
Bản đồ châu Âu vào năm 476.

## Đế chế Đông La Mã (476-1453)

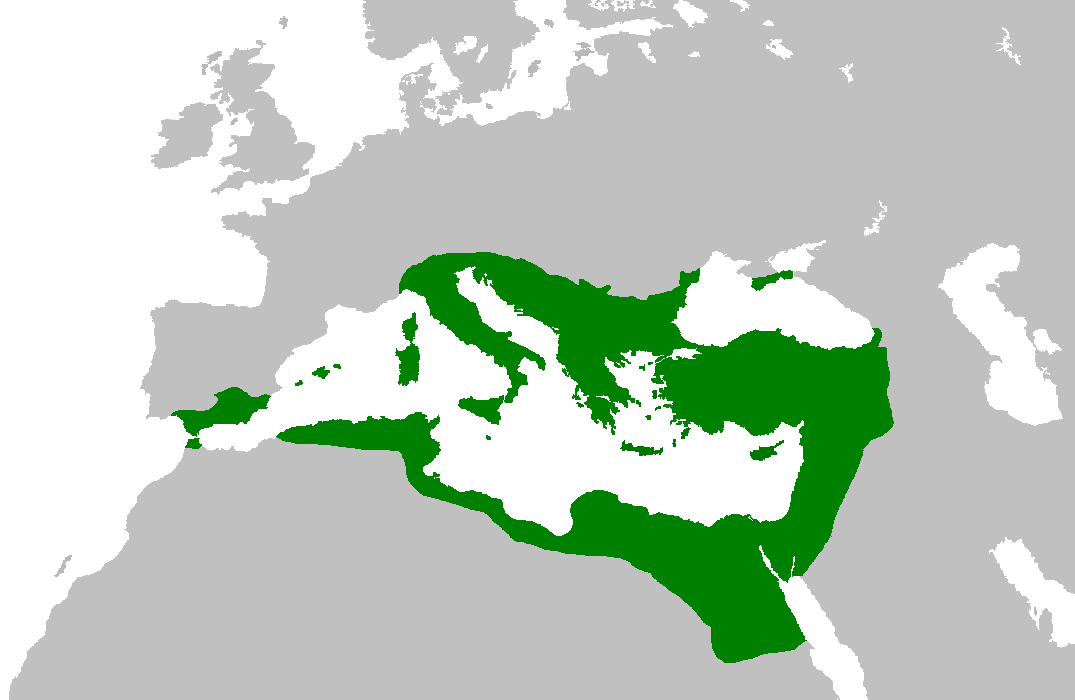
Đế chế Đông La Mã ở đỉnh cao vào năm 550.

Sau khi Tây La Mã diệt vong vào thế kỷ thứ V, Đế chế Đông La Mã (thường gọi là Đế chế Byzantine), vốn giàu có hơn, đã tồn tại và phục hồi được sức mạnh của mình. Vào giữa thế kỷ thứ VI, hoàng đế Justinian I đánh chiếm lại Italy và một phần Illyria từ tay người Ostrogoth, Bắc Phi từ tay người Vandal, và một phần Hispania từ tay người Visigoth.
Hoàng đế Heraclius thực hiện các cải cách vào năm 610, đưa đến những thay đổi to lớn cả về bề ngoài lẫn bản chất của Đế chế. Nền văn hóa của người Byzantine từ đó gắn liền với văn hóa Hy Lạp, nhưng những cái tên mà họ tự gọi mình luôn nhắc nhở rằng họ là sự tiếp nối của Đế chế La Mã.
Về quân sự và chính trị, Đế chế Byzantine từng là một thế lực to lớn ở phía Đông châu Âu trong hơn 1000 năm. Thế nhưng sau nhiều cuộc chiến tranh, lãnh thổ của Đế chế bị thu hẹp dần và cuối cùng đã sụp đổ vào năm 1453 khi Mehmed II của Đế chế Ottoman chinh phục thành Constantinople.